# イツセイ
イツセイとは、日本のサラブレッド競走馬である。1951年当時、安田賞の名称だった安田記念の初代優勝馬。同世代の著名馬には、トキノミノル・ミツハタ・トラツクオーらがいる。
なお、全32戦、芝コースで出走した。

## 略歴

### 1950年
11月5日の未出走（東京競馬場、以下 東京）がデビュー戦となったが1着。その後2戦も勝ち、12月10日の朝日杯3歳ステークス（中山競馬場、以下 中山）では、デビュー以来5連勝中のトキノミノルとの全勝対決となったが、トキノミノルに4馬身差をつけられ2着に終わった。当年の戦績は5戦4勝。

### 1951年
3月18日の4歳A特別（中山、1着）から始動。そしてこのレース以降、保田隆芳が主戦騎手として手綱をとることになった。その後1着2回、2着2回の戦績を経て、5月13日の皐月賞（中山）へと挑んだが、またしてもトキノミノルに2馬身差の2着に甘んじた。続く6月3日の東京優駿（東京）では1馬身4分の1と、最も着差が縮まったものの、結局トキノミノルの2着に甘んじた。
ところが6月20日、トキノミノルが破傷風で急逝。これにより、トキノミノルに替わる同世代ナンバーワンという声が高くなるが、実績は必ずしもその通りにはならなかった。
東京優駿の後、7月1日の第1回安田賞（現在の安田記念。東京、1600m）で、1分38秒0のレコード勝ちを収めたレースを含め4連勝（内レコード勝ち2回）を果たしたが、2500mの距離で行われた9月23日の毎日王冠（東京）では、同世代のミツハタに敗北。しかし続く9月30日の優勝（東京、2000m）では、当年の天皇賞・秋優勝馬となるハタカゼに7馬身の差をつけ、2分04秒0のレコード勝ち。さらに10月14日のカブトヤマ記念（中山）ではミツハタに5馬身の差をつけ、11月3日に行われる菊花賞（京都競馬場）へ向けて弾みをつけた。しかし菊花賞では圧倒的1番人気に支持されたものの、勝ち馬のトラツクオー、2着のサチホマレに6馬身も離される3着とまさかの完敗。さらにこの一戦で初めて、3着以下の着順に甘んじた。その後いずれも2400mの距離で行われた11月25日のセントライト記念（東京、2着）、12月9日の中山特別（中山、6着）では、ともにミツハタの前に敗れた。

### 1952年
3月10日の特ハン（東京）から始動。このレースを含め以後5連勝を果たしたが、西下はしなかった。5月18日の東京杯（現在の東京新聞杯。東京、当時2400m）では1番人気に支持され、当年の春の天皇賞を勝ったばかりのミツハタと対決。しかしミツハタにレコードタイムで駆けられて2着に終わり、またしても2000mを超える距離で勝てなかった。その後最後のレースとなる7月5日のオープン（東京、1着）まで4戦して3勝したが、ついに2000mを超える距離では勝つことができなかった。
一方で、レコード勝ちは通算4回マークしており、これに関連してライバルのミツハタに騎乗していた渡辺正人は、『いや〜（イツセイは）速かった。』と、後に述懐している。

### 引退後
引退後は北海道日高地方で種牡馬となり、1958年の皐月賞馬タイセイホープの他、1959年の春の京都記念を勝ったイリユウなどを輩出。同世代のライバルだったミツハタやトラツクオーは種牡馬時代、特筆すべき産駒を出しておらず、種牡馬として同世代では最も実績を残している。その後は、青森県や岩手県に流れ、1966年2月に用途変更。

## エピソードなど
父系2代父のテトラテマや、同じく3代父のザテトラークの勝利実績がマイルまでの距離に偏っているため、大川慶次郎が自身の著書で、『イツセイの血統では、2000mを超える距離は基本的に持たない。』と述懐しており、実際にイツセイの2000ｍ以下での戦績はトキノミノルの2着4回以外は全て勝利している。

## 競走成績
1950年　未出走（1着）、10万下（1着）、オープン（1着）、朝日杯3歳S（2着）、オープン（1着）
1951年　4歳A特別（1着）、4歳選抜H（2着）、オープン（1着）、オープン（2着）、優勝（1着）、皐月賞（2着）、東京優駿（2着）、4歳特別（1着）、オープン（1着）、安田賞（1着）、オープン（1着）、毎日王冠（2着）、優勝（1着）、カブトヤマ記念（1着）、菊花賞（3着）、セントライト記念（2着）、中山特別（6着）
1952年　特ハン（1着）、優勝（1着）、オープン（1着）、優勝（1着）、オープン（1着）、東京杯（2着）、オープン（1着）、中山S（1着）、目黒記念・春（3着）、オープン（1着）

## 血統表
| イツセイの血統 ヘロド系 / 【インブリード】Sundridge 4×5、Ayrshire 5*5（父系） | イツセイの血統 ヘロド系 / 【インブリード】Sundridge 4×5、Ayrshire 5*5（父系） | イツセイの血統 ヘロド系 / 【インブリード】Sundridge 4×5、Ayrshire 5*5（父系） | （血統表の出典） | （血統表の出典） |
| 父 *セフト Theft 1932 鹿毛                                                    | 父の父Tetratema 1917 芦毛                                                     | The Tetrarch                                                                  | Roi Herode       | Roi Herode       |
| 父 *セフト Theft 1932 鹿毛                                                    | 父の父Tetratema 1917 芦毛                                                     | The Tetrarch                                                                  | Vahren           |                  |
| 父 *セフト Theft 1932 鹿毛                                                    | 父の父Tetratema 1917 芦毛                                                     | Scotch Gift                                                                   | Symington        | Symington        |
| 父 *セフト Theft 1932 鹿毛                                                    | 父の父Tetratema 1917 芦毛                                                     | Scotch Gift                                                                   | Maund            |                  |
| 父 *セフト Theft 1932 鹿毛                                                    | 父の母Voleuse 1920 鹿毛                                                       | Volta                                                                         | Valence          | Valence          |
| 父 *セフト Theft 1932 鹿毛                                                    | 父の母Voleuse 1920 鹿毛                                                       | Volta                                                                         | Agnes Velasques  |                  |
| 父 *セフト Theft 1932 鹿毛                                                    | 父の母Voleuse 1920 鹿毛                                                       | Sun Worship                                                                   | Sundridge        | Sundridge        |
| 父 *セフト Theft 1932 鹿毛                                                    | 父の母Voleuse 1920 鹿毛                                                       | Sun Worship                                                                   | Doctorine        |                  |
| 母 レボアモンド 1937 鹿毛                                                     | 母の父*レイモンド 1930 鹿毛                                                   | Gainsborough                                                                  | Bayardo          | Bayardo          |
| 母 レボアモンド 1937 鹿毛                                                     | 母の父*レイモンド 1930 鹿毛                                                   | Gainsborough                                                                  | Rosedrop         |                  |
| 母 レボアモンド 1937 鹿毛                                                     | 母の父*レイモンド 1930 鹿毛                                                   | Nipisiquit                                                                    | Buchan           | Buchan           |
| 母 レボアモンド 1937 鹿毛                                                     | 母の父*レイモンド 1930 鹿毛                                                   | Nipisiquit                                                                    | Herself          |                  |
| 母 レボアモンド 1937 鹿毛                                                     | 母の母レボア 1922 鹿毛                                                        | *イボア                                                                       | Hackler          | Hackler          |
| 母 レボアモンド 1937 鹿毛                                                     | 母の母レボア 1922 鹿毛                                                        | *イボア                                                                       | Lady Gough       |                  |
| 母 レボアモンド 1937 鹿毛                                                     | 母の母レボア 1922 鹿毛                                                        | 第二レインボウ                                                                | *ブレアーモアー  | *ブレアーモアー  |
| 母 レボアモンド 1937 鹿毛                                                     | 母の母レボア 1922 鹿毛                                                        | 第二レインボウ                                                                | *レインボウ      |                  |